# 아래턱

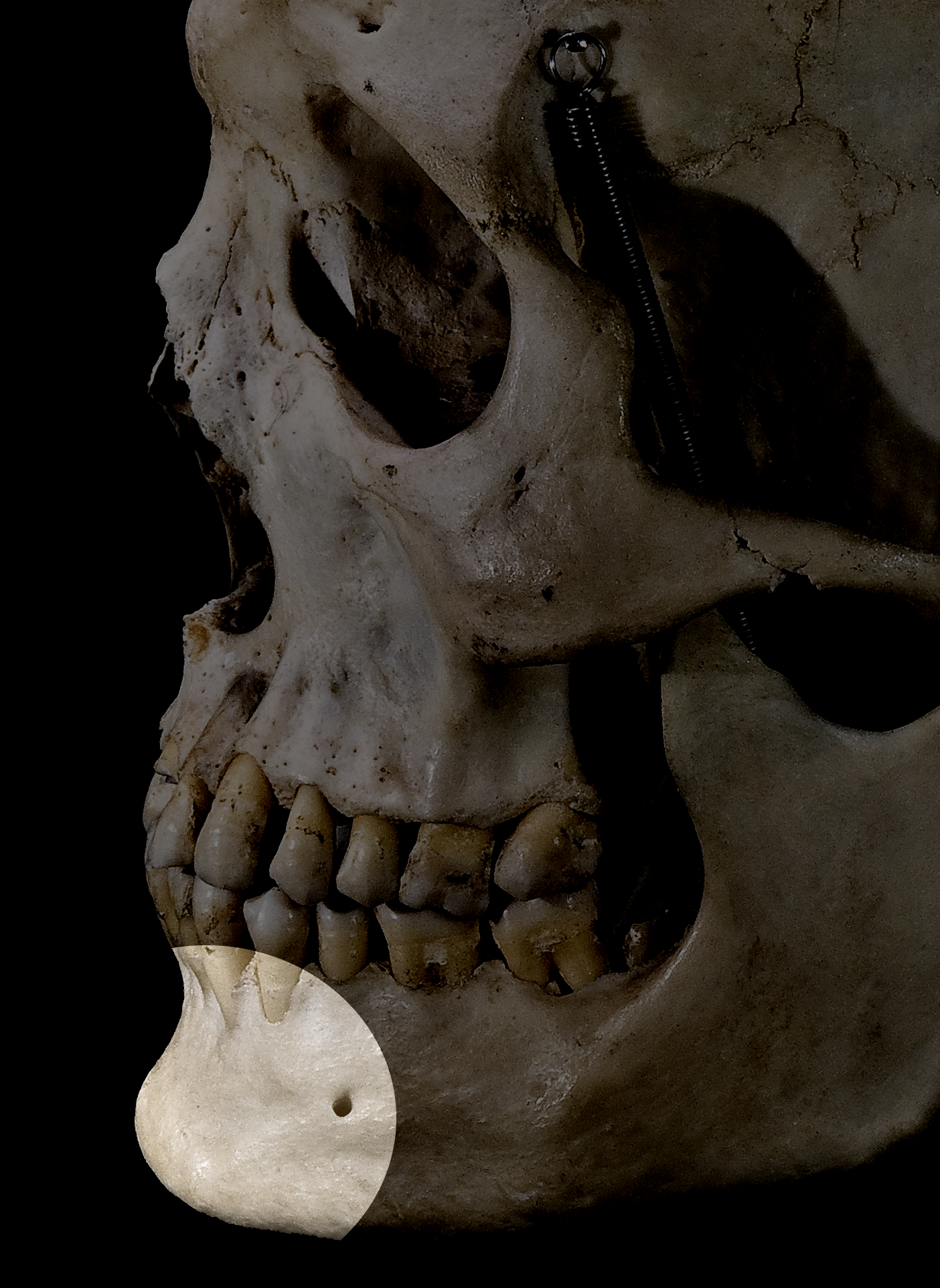

아래턱(영어: chin)은 입술 아래 전면부 아래턱뼈의 앞쪽으로 뾰족히 튀어나온 부분을 가리킨다. 성인의 두개골의 아래턱의 길이는 0.7~1.1 센티미터 사이이다. 턱(jaw)은 위턱과 아래턱으로 이루어져 있다.
잘 발달한 아래턱은 밀접한 관련이 있는 네안데르탈인 등 다른 인류 조상들과 구별되는 호모 사피엔스의 형태학적 특징들 가운데 하나로 간주된다.

## 이중턱
이중턱은 턱뼈나 턱 아래 연조직의 선명도가 상실된 것이다. 이중턱의 원인은 크게 두 가지로 구분할 수 있다.
과체중인 사람의 경우 일반적으로 목 주위의 피하 지방층이 처지고 주름이 생겨 두 번째 턱 모양이 나타난다. 이 지방 패드는 때때로 수술로 제거되고 턱 아래 해당 근육이 짧아진다(설골 리프트).
또 다른 원인은 정상 체중의 사람들에게 흔히 나타나는 뼈 결핍일 수 있다. 턱뼈(하악골 및 상악골)가 충분히 앞으로 돌출되지 않으면 턱도 정의된 턱선과 턱의 인상을 줄 만큼 충분히 앞으로 돌출되지 않는다. 해당 부위의 지방량이 적음에도 불구하고 턱이 목 안으로 녹아들어가는 것처럼 보일 수 있다. 이 결핍의 정도는 매우 다양할 수 있으며 일반적으로 수술로 치료해야 한다. 일부 환자의 경우 턱성형술만으로 미적 결함을 극복할 수 있고, 다른 환자의 경우 전방 성장의 부족으로 인해 악교정 수술을 통해 한두 번 움직일 수 있다. 턱 앞으로. 환자가 수면무호흡증을 앓고 있는 경우, 상하악 조기전진이 유일한 원인치료이며, 정상적인 기대수명을 유지하기 위해 필요한 경우가 많다.

## 같이 보기
- 아래턱뼈
- 깨물근
- 씹기